# Кмери
Кмери су главна етничка заједница у Камбоџи, и са 12,8 милиона припадника сачињавају 90 процената становништва земље. У прошлим вековима, преко 3 милиона Кмера је населило и пограничне делове суседних држава: Тајланда (1,4 милиона) и Вијетнама (1,7 милиона).

## Историја
Кмери су у Југоисточну Азију стигли са севера, пре више од 3.000 година. Они су овамо дошли раније од народа Тај. Кмери имају рођачке везе са брдским народом Мон, који се у Тајланду баве риболовом и узгојем пиринча.
Кмери су вековима градили знамените храмове, од којих је најпознатији Ангкор Ват у Камбоџи и Као Пном Рунг и Фимаи у Тајланду.
У току камбоџанске историје доживљавали су многе успоне и падове. Њихова прошлост је блиско везана за историју народа Чам у централном Вијетнаму, са којим су од 10. до 15. века редовно ратовали. У скоријој историји догодио се страшан геноцид који су спровели Црвени Кмери. Време њихове власти између 1975. и 1979. је коштало живота преко 1,5 милиона људи.

## Језик и религија
Језик кмерског народа је кмерски језик из породице мон-кмерских језика. Многе етничке заједнице у јужном Лаосу, североисточној Камбоџи и централном Вијетнаму говоре сродне језике. Кмерски језик се записује модификованом варијантом јужноиндијског писма. 
Већина Кмера су будисти који комбинују религијске традиције теравада будизма са хиндуизмом и поштовањем култа духова предака.